# Kasteel van Bierset
Het Kasteel van Bierset is een voormalig kasteel te Bierset in de Belgische provincie Luik. De kerk is gelegen aan de huidige Avenue de la Gare 85.
Het kasteel is verwoest, maar een ronde hoektoren uit het begin van de 17e eeuw is nog aanwezig. De toren is uitgevoerd in baksteen en kalksteen en staat op een basis van breuksteen die van oudere datum is. Naar het zuidoosten toe is nog een deel van de verdedigingsmuur aanwezig.